# H2AFV
H2AFV‏ (H2A histone family member V) هوَ بروتين يُشَفر بواسطة جين H2AFV في الإنسان.